# Culinaire lingus
Culinaire lingus et les XIII plaisirs capitaux is een studioalbum van Ange.
Het album werd net als het vorige studioalbum La voiture à eau voorbereid door de fanclub Un pied dans la marge. Voorbereidend werk vond plaats in januari en februari; opnamen vonden plaats in de periode van 12 mei tot 12 september 2001. Plaats van handeling was Audiosoft in Ensisheim. Alleen Intérieur nuit werd opgenomen in Girmont-Val-d'Ajol.  
Het betekende het begin van een samenwerking met multi-instrumentalist Steven Wilson, die de nummers 1 en 11 mixte.

## Musici
Ange had er weer een zangeres bij:
- Christian Décamps – zang, toetsinstrumenten, akoestische gitaar
- Caroline Crozat – zang
- Tristan Décamps – toetsinstrumenten, achtergrondzang
- Hassan Hajdi – gitaar, achtergrondzang
- Thierry Sidhoum – basgitaar, achtergrondzang
- Hervé Houyer – slagwerk

Met medewerking van
- Gilles Péguignot – viool op Adrénaline en dwarsfluit guimbarde en viool op On sexe
- Tommy Emmanuel, Claude Demet (ex-Ange), Dan Ar Braz, Norbert Krief, Serge Cuenot (ex-Ange), Paul Personne, Jean-Paul Boffo (ex-Le Nouvel Ange) en Jan Akkerman spelen op het instrumentale Autour d'un cadavre exquis

## Muziek
| Nr. | Titel                                       | Duur  |
| --- | ------------------------------------------- | ----- |
| 1.  | Jusqu’où front-ils (C. Décamps, T. Décamps) | 8:49  |
| 2.  | Cuellir les fruit du sérail (C. Décamps)    | 6:03  |
| 3.  | Adrélanine (C. Décamps)                     | 4:03  |
| 4.  | Farces d’attrapes (C. Décamps)              | 2:42  |
| 5.  | Culinaire lingus (C. Décamps)               | 5:05  |
| 6.  | Les odeurs de cousine (C. Décamps)          | 5;50  |
| 7.  | Intérieur nuit (C. Décamps)                 | 3:27  |
| 8.  | Univers et nirvana (C. Décamps, Hajdi)      | 3;50  |
| 9.  | Gargantua (Ange behalve Crozat)             | 5:23  |
| 10. | On sexe (C. Décamps, T. Décamps)            | 6:28  |
| 11. | Cadavre exquis (C. Décamps)                 | 10:12 |
| 12. | Autour d’un cadaver exquis (C. Décamps)     | 11:31 |